# Regina de Lamo Jiménez
Regina de Lamo Jiménez (Úbeda, 7 de setembre de 1870 - Barcelona, 17 de novembre de 1947) fou una escriptora, professora de música, política i activista social molt polifacètica. Firmava els seus articles amb el seu nom, però també utilitzà Nora Avante com a nom de ploma. D'origen andalús, amb només sis anys la família es traslladà a Madrid i, al 1914, a Barcelona. Fou una figura molt destacada del cooperativisme obrer de principis de segle XX i una de les primeres figures en reivindicar el feminisme en el marc del cooperativisme.

## Biografia
Nascuda en el si d'una família republicana, atea i liberal. El seu pare, Anselmo de Lamo, fou un sastre proper a l'ideologia masona i la seva mare, Micaela Jiménez, fou una lliurepensadora. Al traslladar-se a Madrid, de Lamo estudià piano i solfeig, obtingué el premi nacional de piano del Conservatori de Madrid i, posteriorment, el del Conservatori de París.

## Carrera professional
Fou molt propera al pensament de la feminista Rosario de Acuña; escrivia en diaris i revistes, però també literatura, especialment poesia i teatre. El 1917, durant la seva època de residència a la ciutat comtal, feu la seva primera aparició pública en una lectura de poesia a l'Ateneu Barcelonès amb la també escriptora feminista Maria Domènech Escoté. Així mateix, fou delegada de la Federació Sindical d'Obreres i es dedicà a fer conferències i xerrades sobre economia cooperativa, feminisme i cooperativisme. També es deu a de Lamo l'impuls de crear un banc de crèdit cooperatiu per a classes obreres, idea que exposa en diverses ocasions públicament, inspirada en experiències com les de Raifeissen, Schulze o Luzzatti. Aquesta idea acabà desembocant en la creació del Banco de Crédito Popular y Cooperativo de Valencia.